# Marković-Affäre
Als Marković-Affäre (auch Fall Marković; französisch Affaire Marković) wird der Mord an dem Jugoslawen Stevan Marković (auch: Stefan Markovic) bezeichnet, der im Umfeld des Schauspielers Alain Delon stattfand und sich zum Jahreswechsel 1968/69 zu einer politischen Affäre in Frankreich ausweitete. Auch wenn es zu keiner Ermittlung der genauen Umstände des Verbrechens kam, wurde der Mord mit dem Präsidentschaftskandidaten Georges Pompidou in Verbindung gebracht und hatte Auswirkungen auf das Verhältnis französischer Spitzenpolitiker untereinander.

## Vorgeschichte
Der Schauspieler Alain Delon hatte über seinen jugoslawischen Freund und Bediensteten Miloš Milošević dessen Freundin Nathalie Barthélémy kennengelernt. Nachdem Delon und Barthélémy ein Paar geworden waren, verließ Milošević Frankreich und ging in die USA nach Hollywood, wo er 1966 zusammen mit Barbara Ann Thomason, der Ehefrau des mit Alain Delon bekannten Schauspielers Mickey Rooney, unter nicht restlos geklärten Umständen in Thomasons Schlafzimmer eines gewaltsamen Todes starb. Vor seinem Weggang hatte Miloš Milošević noch Delon seinen Vetter und Landsmann Stevan Marković (* 1937) als Nachfolger empfohlen. Dieser war zehn Jahre zuvor illegal nach Frankreich eingewandert, mehrfach vorbestraft und hatte Kontakte ins Pariser Milieu. Marković zog in Delons Haus, wurde als Freund bezeichnet und arbeitete für den Schauspieler als Chauffeur, Leibwächter und Veranstalter von Partys. Als sich die Beziehung Delons zu seiner Ehefrau Nathalie verschlechterte, sollte Marković sie im Auftrag Delons überwachen.

## Mord
Am 22. September 1968 wurde Marković auf dem Weg zu einem Treffen mit dem vorbestraften François Marcantoni, einem Freund Delons, letztmals gesehen. Er lebte zu diesem Zeitpunkt in einer Pariser Delon-Wohnung mit dem Landsmann Uroš Milićević. Am 1. Oktober 1968 fand ein Obdachloser die Leiche von Marković auf einer Müllhalde bei Élancourt im Großraum von Paris. Die Obduktion ergab, dass der Ermordete einige Tage vorher zusammengeschlagen und mit einem Kopfschuss getötet worden war. Marković hatte sich vor seinem Tode gewehrt; die Leiche war geknebelt und in einem Plastiksack verpackt.

## Untersuchung
Die Untersuchung des Verbrechens wurde von dem jungen Versailler Untersuchungsrichter René Patard geleitet, die Ermittlungen von der Pariser „Brigade Mobile“ durchgeführt. Eine erste Obduktion kam zum Ergebnis, dass Marković durch Schlageinwirkungen an den Kopf verstorben war. Nach einem Hinweis wurde bei einer zweiten Obduktion am 28. Oktober 1968 festgestellt, dass es außerdem zu einem tödlichen Kopfschuss gekommen war, das 9-mm-Projektil befand sich noch im Kopf des Opfers. Offensichtlich sollte der Einschuss durch das nachträgliche Zertrümmern des Schädels an dieser Stelle verborgen werden.
Am 5. Oktober legte der in Belgrad lebende Bruder des Opfers, Alexander Marković, bei der Pariser Polizei drei Briefe vor, welche Milićević auf Anweisung Markovićs via den Jugoslawen Vuk Blagojević an ihn weitergeleitet hatte. In einem der drei in serbokroatischer Sprache verfassten Schreiben wurden Delon und Marcantoni einer bevorstehenden Gewalttat beschuldigt:

„Wenn mir etwas zustoßen sollte, so haltet euch an Alain Delon, an seine Frau und seinen Kumpanen François Marcantoni, einen Korsen und echten Gangster, wohnhaft Boulevard des Batignolles 42“

Nach Vorliegen des Schreibens wurde Delon am 12. Oktober 1968 trotz einer fiebrigen Erkrankung für 24 Stunden in Haft genommen („Garde à vue“) und stundenlang verhört. Da Delon zur vermuteten Tatzeit bei Dreharbeiten zum Film Der Swimmingpool (Originaltitel: La Piscine) in St. Tropez war, wurde er nicht angeklagt. Neben ihm wurden seine Frau Nathalie (die dafür aus London anreisen musste), sein Agent Georges Beaume, sein Fahrer Marcel Gasparini, der befreundete Fotograf Jean-Pierre Bonotte und weitere Bekannte Delons und des Opfers vernommen. Gegen Marcantoni, der im Mai 1968 eine Matratze erworben hatte, die in einem Plastiksack verpackt war, wie er bei der Entsorgung der Marković-Leiche verwendet worden war, erhob Patard zunächst Anklage, die zu einer Festsetzung Marcantonis in Untersuchungshaft führte, später aber fallengelassen wurde. 1975 wurde die Akte zum Fall Marković ergebnislos geschlossen. Der Zeuge Uroš Milićević, der Marković als Letzter gesehen hatte, wurde 1976 in einem Hotel in Brüssel erschossen aufgefunden.

## Gerüchte zu Motiven
In Medien und Öffentlichkeit wurden drei mögliche Motive für das Verbrechen gesehen: Zunächst wurde der Mord den Auseinandersetzungen zwischen rivalisierenden Gruppen organisierter Kriminalität zugeschrieben. Tatsächlich waren zu der Zeit Konflikte zwischen der bislang von korsischen und algerischen Banden beherrschten Unterwelt von Paris und den vom Balkan zuströmenden Kleinkriminellen an der Tagesordnung.
Andere sahen einen Auftragsmord als möglich an; Delon wurde Rachsucht wegen Ehrverletzung durch eine kolportierte Affäre seiner Noch-Ehefrau mit Marković unterstellt. Es wurde auf den mysteriösen Todesfall des früheren Leibwächters Delons, Miloš Milošević, im Januar 1966 in Hollywood verwiesen, bei dem Ehebruch ebenfalls eine Rolle gespielt hatte. Delon und Marcantoni sollen in jener Mordnacht in Los Angeles gewesen sein.
Als weiteres Motiv wurde angenommen, dass der Ermordete auf den von ihm organisierten Drogen- und Sexpartys wohlhabende Teilnehmer in kompromittierenden Situationen mit versteckten Kameras aufgenommen und diese nachher erpresst habe. Dazu passte die Behauptung, Marković habe mehrfach und erfolglos versucht, Medien solche Fotos von Prominenten zu verkaufen. Es wurde vermutet, dass sich bedroht fühlende Protagonisten einen Mord in Auftrag gegeben hatten.

## Politische Affäre
Der Mordfall erlangte eine politische Dimension, als er mit Politikern der regierenden Union pour la défense de la République (UDR), vor allem dem einige Monate zuvor vom Amt zurückgetretenen Ex-Premierminister Georges Pompidou und seiner Frau, Claude Pompidou, verknüpft wurde. Gegen Madame Pompidou wurde im Zusammenhang mit dem Mord an Marković eine Rufmordkampagne geführt, die die politische Karriere ihres Mannes beenden sollte.

### Hintergrund
Georges Pompidou war von 1962 bis zum Juli 1968 französischer Premierminister unter dem Präsidenten Charles de Gaulle gewesen. Ursprünglich ein politischer Ziehsohn de Gaulles, hatte er während seiner Regierungszeit mehrfach den Unmut de Gaulles und einer Gruppe führender Gaullisten erregt. Er war mit seinem Rücktritt vom Amt des Premierministers der Forderung de Gaulles gefolgt, der für Pompidou keine bedeutenden Ämter mehr vorsah. Da Pompidou ehrgeizig und beliebt war, befürchteten Kreise in der UDR, er könne ein unerwünschter potentieller Anwärter auf das Präsidentenamt als Nachfolger de Gaulles sein.
Das Ehepaar Pompidou, besonders Claude Pompidou, gehörte (jedenfalls bis zum Amtsantritt Pompidous als Premierminister) zum Jet Set von Paris und St. Tropez. Sie verkehrten mit Intellektuellen und Künstlern – darunter waren der Maler Bernard Buffet, die Schriftstellerin Françoise Sagan, der Chansonnier Guy Béart, die Sängerinnen Marie Laforêt und Juliette Greco sowie der Schauspieler Delon.

### Bekanntwerden von Ermittlungsergebnissen
Im Verlauf der Ermittlungen wurden mehr als hundert Personen, oft mit kriminellem Hintergrund, vernommen. Viele Aussagen widersprachen sich, es kam zu unglaubhaften Beschuldigungen. Immer wieder wurden interne Schriftstücke und Aussagen der Presse zugespielt. Der Figaro veröffentlichte ein Dokument, in dem behauptet wurde, Marković habe ein Verhältnis mit der Ehefrau eines ehemaligen Regierungsmitglieds gehabt. Annahmen, bei dieser Frau handele es sich um Claude Pompidou, wurden von der Polizei weitergegeben. Angeblich erbrachten polizeiliche Untersuchungen Beweise, dass Claude Pompidou eine Affäre mit Marković gehabt habe. Auch der Delon und Claude Pompidou belastende Brief eines Insassen der Haftanstalt Fresnes an Delon wurde publik. Er war am 10. Oktober 1968 von einem einsitzenden jugoslawischen Freund von Marković verfasst, von der Gefängnisverwaltung konfisziert und der Polizei übergeben worden. Eine Untersuchung ergab, dass das angeblich spontan verfasste Schreiben auf Veranlassung eines weiteren Gefangenen geschrieben worden war.
Die Rufmordkampagne erreichte ihren Höhepunkt, als die Polizei in dem gestohlenen Auto eines in den Fall involvierten Anwaltes, Roland Dumas, Fotos einer blonden Frau als Teilnehmerin von Gruppensexpartys (parties fines) fand. Gerüchte, dass diese Frau Claude Pompidou sei, wurden an die Presse weitergeleitet. Spätere Untersuchungen ließen annehmen, dass der Diebstahl des Fahrzeuges durch Mittelsleute beim französischen Auslandsgeheimdienst SDECE arrangiert worden und die Fotos eine Fälschung unter Zuhilfenahme einer Prostituierten waren.
Der dem linken Flügel der UDR zugehörende Justizminister René Capitant unternahm nichts, um die Weitergabe von Untersuchungsergebnissen abzustellen. Trotz gegenteiliger Zusage informierte der Nachfolger Pompidous im Amt des Premierministers, Maurice Couve de Murville, seinen Vorgänger nicht über neue Entwicklungen in der Affäre.

### Innerparteiliche Intrige
Pompidou war überzeugt, dass eine Gruppe von Gaullisten verantwortlich für die Rufmordkampagne gegen ihn und seine Frau waren. Dazu waren Mitarbeiter von Polizeibehörden und des SDECE eingesetzt worden. Diese parteiinternen Gegner Pompidous wollten ihn über die Desavouierung seiner Frau politisch ausschalten. Der an dem Fund der gefälschten Fotos beteiligte Polizeikommissar Lucien Aimé-Blanc vermutete, dass die Hintermänner der Aktion langjährige politische Gegner Pompidous in der eigenen Partei gewesen seien.
Pompidou war über die Kampagne gegen seine Frau erschüttert, er drohte den Hintermännern mit „stählerner Verachtung“. Einen zentralen Gegner vermutete er in Couve de Murville. Er wandte sich an de Gaulle und bat um dessen Unterstützung. Auch wenn de Gaulle sich täglich zu den Vorgängen unterrichten ließ und Pompidou und seine Frau am 22. Januar 1969 demonstrativ zu einem Abendessen in den Élysée-Palast einlud, ergriff er keine Maßnahmen, um die Angriffe zu beenden. Eine von Pompidou erwünschte, unterstützende Stellungnahme erfolgte nicht. Daraufhin suchte Pompidou den Kontakt mit den Medien und konnte die Mehrheit der Medienvertreter von seinem Standpunkt überzeugen.
Sieben Jahre nach dem Mord (und bereits nach dem Tode Pompidous) veröffentlichte Georges Suffert (1927–2012), Politikredakteur des französischen Nachrichtenmagazins Le Point und nach Eigenaussage früherer Vertrauter Pompidous, Inhalte eines im Juni 1972 geführten Gespräches mit Pompidou, in dem dieser den damaligen Premierminister, Couve de Murville, als Verantwortlichen für die Indiskretionen bezeichnete. Auch schloss Pompidou nach Suffert aus, dass de Gaulle jemals den Gerüchten über eine Verwicklung von Claude Pompidou in Marković-Aktivitäten geglaubt hatte.

### Politische Auswirkungen
Pompidou fühlte sich von de Gaulle im Stich gelassen, es kam zum endgültigen Bruch mit dem früheren Mentor. Als Folge dieses Bruchs erklärte Pompidou im Februar 1969 seine Pläne für eine Kandidatur auf das Präsidentenamt, obwohl de Gaulles Amtslaufzeit noch vier Jahre betrug und der Präsident erklärt hatte, vorher nicht abtreten zu wollen. Nachdem aber ein Referendum über Reformen der Regionalverwaltung und des Senats abgelehnt worden war, trat de Gaulle am 29. April 1969 zurück. In den folgenden Präsidentschaftswahlen setzte sich Pompidou im Juni 1969 durch und übernahm das Amt des französischen Staatspräsidenten bis zu seinem Tod im Jahr 1974.
Das ihm und seiner Frau in der Affäre angetane Unrecht vergaß Pompidou nie. So soll er bis zu seinem Lebensende ein Notizbuch mitgeführt haben, in dem die Namen derjenigen vermerkt waren, denen er eine Beteiligung an der politischen Affäre zuschrieb. Seine Zweifel an der Unparteilichkeit staatlicher Behörden und Agenturen führten zu dem Austausch etlicher leitender Mitarbeiter bei der Polizei und den Geheimdiensten.

## Auswirkung auf Delons Karriere
Die Marković-Affäre beschäftigte wegen der Beteiligung Delons Medien und die Öffentlichkeit wochenlang. Trotz der erkennbaren Verbindungen Delons zu kriminellen Kreisen schadeten sie Delons Beliebtheit und Wert als Schauspieler nicht. Sie festigten sogar sein Image als Filmcharakter. Der Film Der Clan der Sizilianer (Originaltitel: Le clan des Siciliens), der am Ende des Skandaljahres Premiere feierte, wurde dank der medialen Aufmerksamkeit zum Mordfall ein großer Erfolg.

## Schlüsselroman zur Affäre
1986 erschien der Roman „Gorila“ (deutsch: Gorilla) des jugoslawischen Autors Dušan Savković (1922–1990) im Verlag Knjizevne novine in Belgrad. Es wird die Geschichte des Jugoslawen Štefan Ratarac erzählt, der auf Wunsch eines französischen Schauspielers, Alain Dupré, einen Journalisten zusammenschlägt. Dafür darf er in das Untergeschoss der Villa des Schauspielers einziehen und wird von diesem ausgehalten, ist aber den Launen seines Gönners ausgesetzt. Als Dupré eine Orgie feiert, filmt Ratarac das Geschehen, um die Teilnehmer später erpressen zu können. Dupré lässt ihn daraufhin von einem Auftragsmörder erschießen. Der Schlüsselroman gilt möglicherweise noch heute für viele serbische Kriminelle als „Pflichtlektüre“ (siehe z. B. die Pink Panthers), da er aus serbischer Sicht beschreibt, wie einem südosteuropäischen Kleinkriminellen der Zugang in die „Upper-Class“ letztlich verwehrt bleibt.